# Passo San Ginesio
Passo San Ginesio (Passu San Gninesci in dialetto maceratese) è la principale frazione del Comune di San Ginesio, che cita proprio il nome. L'abitato è conosciuto in dialetto anche come Lu Passu, nome che sta ad indicare tutto la zona in unione con quella di Passo Sant'Angelo.

## Geografia fisica

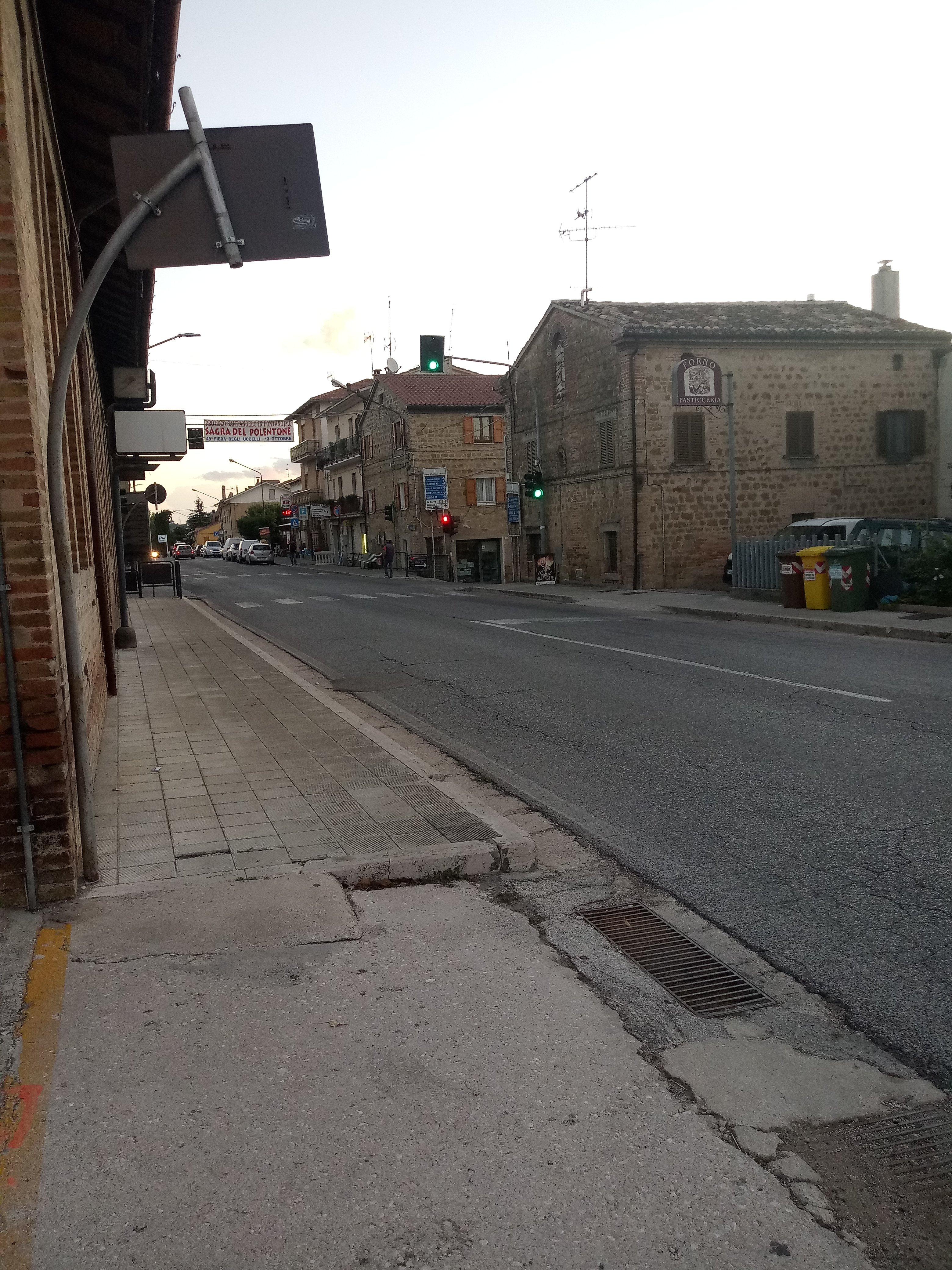
Strada ex SS78 che funge da confine tra le due frazioni

Situata ad una altezza di 342 m s.l.m., Passo San Ginesio sorge su una valle lungo la ex SS 78. Circondata da colline, la frazione è divisa con la sua rispettiva, Passo Sant'Angelo, dalla SS 78.

## Storia
La frazione di Passo San Ginesio inizia a svilupparsi nei primi anni del XX secolo, grazie alla creazione degli uffici e del magazzino di deposito mezzi per la società Autolinee SASP, nata nel 1911, e dalla quale partono ancora delle linee della società. Da come si può vedere dalle foto storiche, la zona rimase per molti anni in condizioni rurali, con strade in breccia, assenza di illuminazione pubblica e mancanza di strutture ricettive.
Durante la seconda guerra mondiale, la frazione insieme alla sua corrispettiva, sono stati luoghi di rastrellamento da parte delle SS naziste. Il 15 febbraio, un centinaio di partigiani bloccarono le strade di accesso a Sant'Angelo in Pontano per distribuire a pagamento circa 2 000 quintali di grano alla popolazione, poco prima prelevati dai magazzini del Consorzio Agrario di Passo Sant'Angelo. Il grano fu dato anche ai passesi. Il 5 maggio 1944, nei pressi del fiume Fiastra a Campanelle, cinque partigiani del Gruppo Vera si scontrarono per circa due ore con alcuni uomini ignoti delle SS italiane, provenienti da Sarnano per effettuare qualche rastrellamento lungo la SS 78. Due di loro riuscirono a scappare durante un momento di confusione e ad essere catturati furono il vicebrigadiere Glorio Della Vecchia, Giovanni Fornari e Ivo Pacioni. Tutti e tre vennero condotti verso Passo e furono fucilati. Secondo le testimonianze di due autisti della SASP, Francesco Corradini (effettuata ai carabinieri di San Ginesio il 17 marzo 1946) e Armando Paccamicio, i tre furono presi nella zona della frazione Campanelle per aver combattuto contro reparti ignoti delle SS italiane, condotti alla frazione ed essere fucilati intorno alle 20:00 senza essere interrogati. Il nome del reparto ignoto delle SS nazifasciste, nonostante i documenti di denunce rivelati dopo essere trovati nell'Armadio della vergogna riportano che i responsabili siano stati ignoti, si possono inquadrare all'interno del I Battaglione CC.NN. "IX Settembre".

## Monumenti e luoghi d'interesse

### Chiesa di San Michele Arcangelo

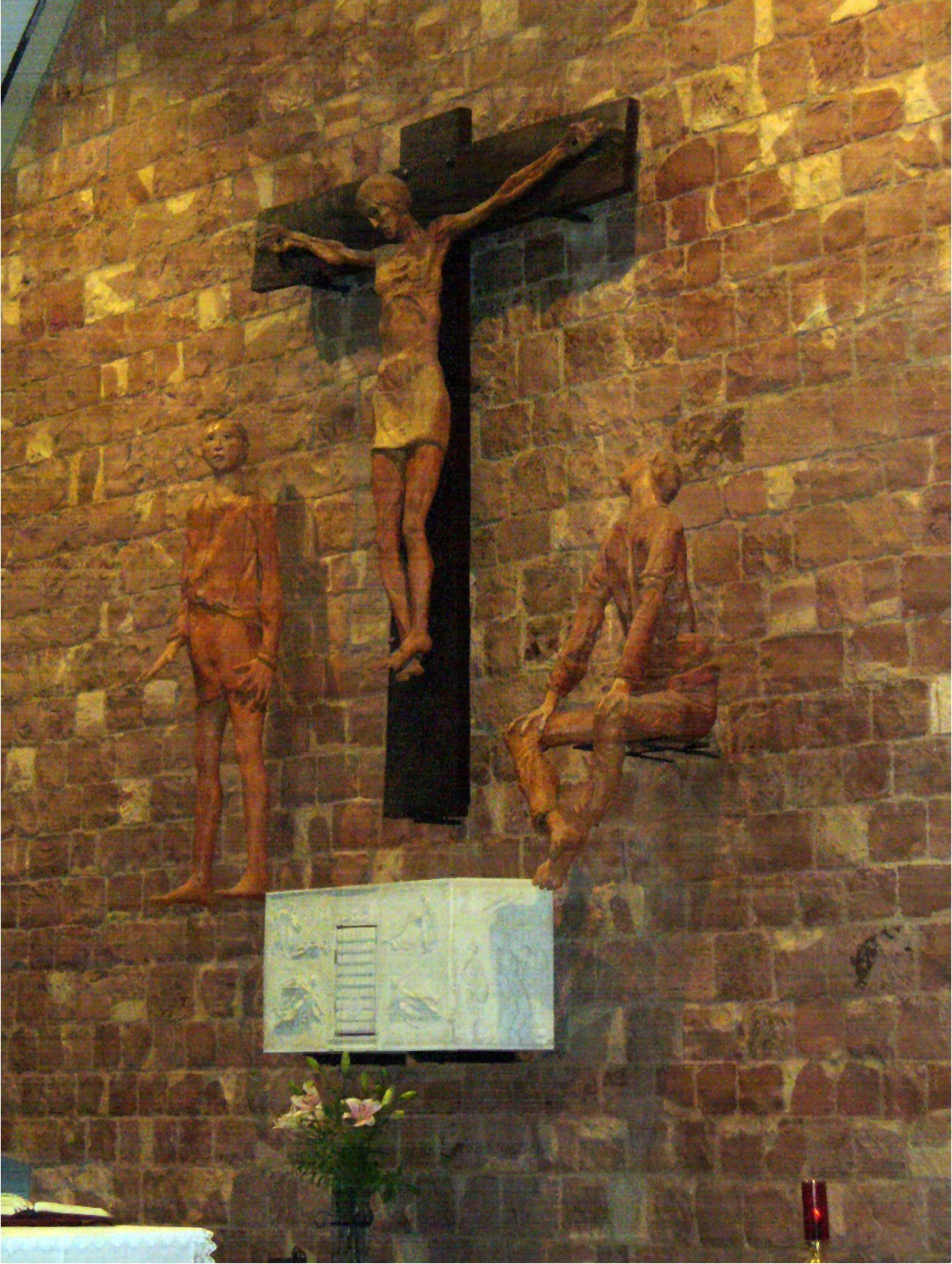
Arnaldo Mazzanti, Cristo crocifisso e oranti e Storie sacre, 1970

Costruita nel periodo che va dal 1958 al 1962 e consacrata nel 1965, è l'unica chiesa presente nella frazione ed è compresa tra diversi edifici. Sul lato destro si trova la casa parrocchiale con i locali dedicati al parroco: un corridoio che attraversa la sagrestia collega i due edifici. La chiesa si presenta su di un basamento in pietra rosacea con pianta esagonale, una grande vetrata triangolare che segue il perimetro della chiesa. L'interno presenta numerose opere dell'artista milanese Arnaldo Mazzanti:
- Cristo crocifisso e oranti, scultura in terracotta, altare maggiore della chiesa parrocchiale;
- Storie sacre, 1970, tabernacolo;
- Madonna con Bambino, 1969, pittura su tavola;
- Fonte battesimale, 1970, lastre scolpite in cemento armato.

### Cippo ai partigiani trucidati
Il "Cippo ai partigiani trucidati" è un cippo dedicato a dei partigiani uccisi nella frazione, tra cui il carabiniere Glorio della Vecchia, fucilati il 5 maggio 1944.

## Infrastrutture e trasporti

### Mobilità urbana
La frazione è sede della società Autolinee SASP, facente parte dell'unione delle società Contram Mobilità.